# Ecnomus ulap
Ecnomus ulap is een schietmot uit de familie Ecnomidae. De soort komt voor in het Australaziatisch gebied.